# Chironomus prasinus
Chironomus prasinus är en tvåvingeart som beskrevs av Johann Wilhelm Meigen 1804. Chironomus prasinus ingår i släktet Chironomus och familjen fjädermyggor. Arten har ej påträffats i Sverige. Inga underarter finns listade i Catalogue of Life.